# Saint-Michel (Tarn-et-Garonne)
Saint-Michel település Franciaországban, Tarn-et-Garonne megyében. Lakosainak száma 274 fő (2022. január 1.). Saint-Michel Asques, Auvillar, Bardigues, Castéra-Bouzet, Espalais, Merles és Le Pin községekkel határos.

## Népesség
A település népessége az elmúlt években az alábbi módon változott:
| Lakosok száma | 232  | 228  | 245  | 255  | 269  | 276  | 284  | 288  | 274  |
|               | 2013 | 2015 | 2016 | 2017 | 2018 | 2019 | 2020 | 2021 | 2022 |